# Monolepta lepida
Monolepta lepida là một loài bọ cánh cứng trong họ Chrysomelidae. Loài này được Reiche miêu tả khoa học năm 1858.